# بزرگسالی (فیلم)
«بزرگسالی» (انگلیسی: Adulthood (film)) یک فیلم به کارگردانی نول کلارک است که در سال ۲۰۰۸ منتشر شد. از بازیگران آن می‌توان به نول کلارک، جیکوب اندرسون، و دانی دایر اشاره کرد.